# Modelos de alimentos (Shokuhin sanpuru)

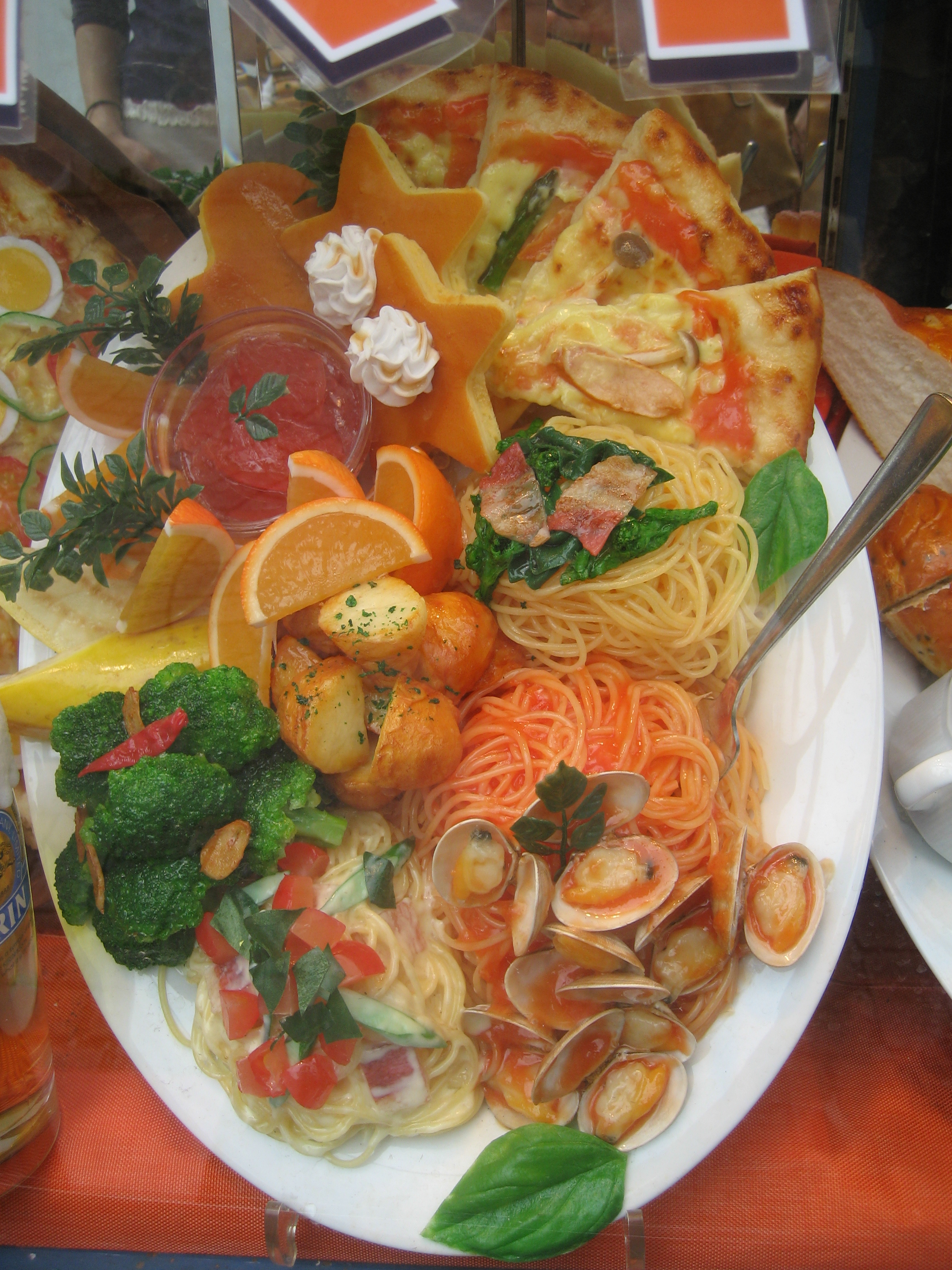
Modelo de alimentos en una ventana de un restaurante en Japón.

Los  modelos de alimentos   (食品 サ ン プ ル  ''shokuhin sanpuru''?), también conocidos como alimentos falsos o muestras de alimentos, son un modelo o réplica de un artículo alimenticio hecho de plástico, cera, resina o material similar. Estos modelos se usan comúnmente en exhibiciones callejeras de restaurantes en Japón para representar los platos disponibles en el interior.

## Uso por restaurantes japoneses

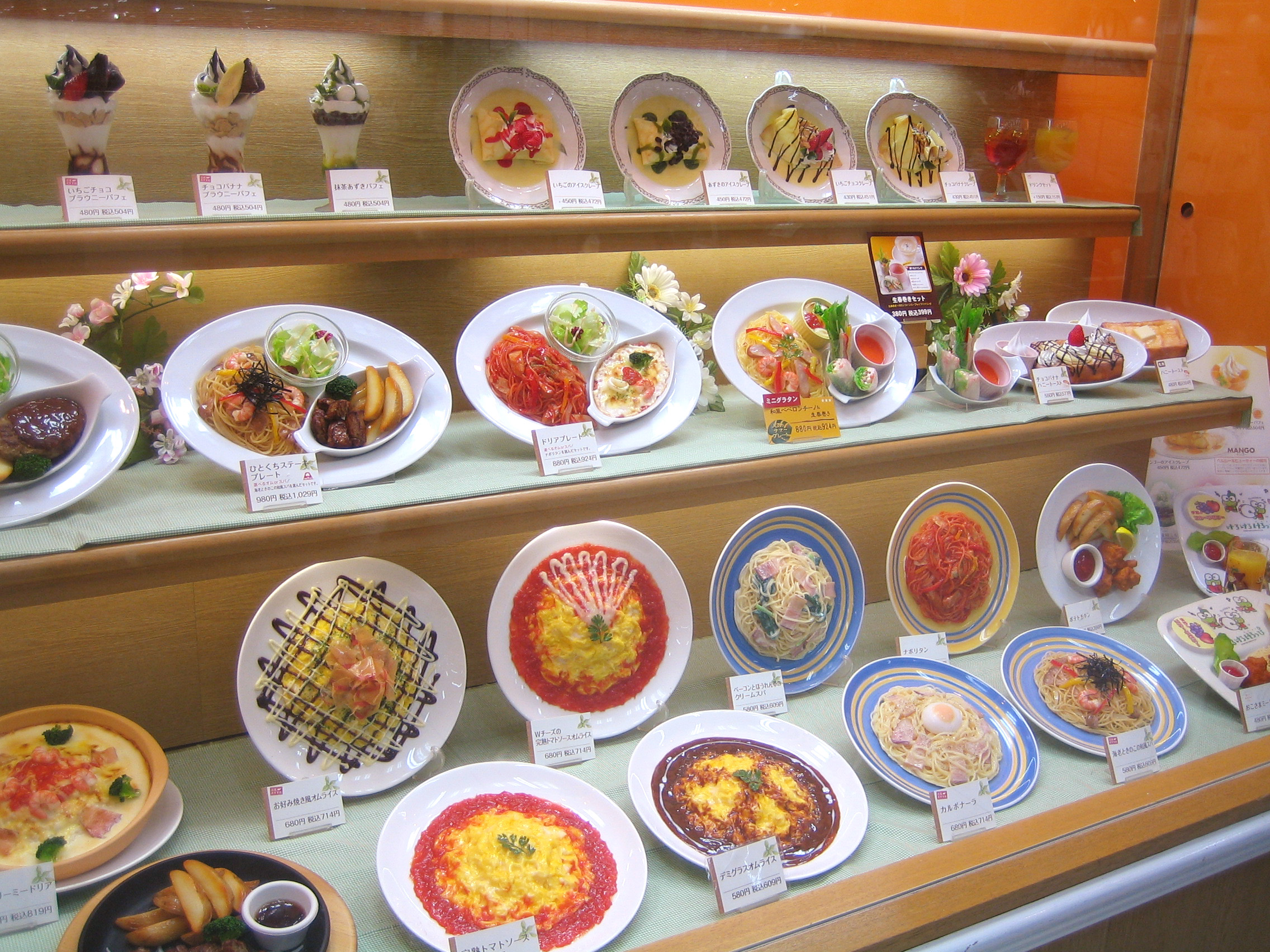
Modelos de platos de comida en un restaurante en Japón.

Su uso de estos modelos por restaurantes en Japón está muy extendido. A principios del período Shōwa, finales de la década de 1920, los artesanos japoneses y los fabricantes de velas desarrollaron modelos de alimentos que facilitaron a los clientes ordenar sin el uso de menús, que no eran comunes en Japón en ese momento. La parafina se utilizó para crearlos hasta mediados de la década de 1980, pero debido a que sus colores se desvanecieron cuando se expusieron al calor o la luz solar, los fabricantes más tarde cambiaron al cloruro de polivinilo, que es "casi eterno".
Los modelos de plástico están hechos a mano principalmente de cloruro de polivinilo y esculpidos para parecerse a los platos reales. Los modelos pueden personalizarse para restaurantes individuales e incluso los artículos comunes como el ramen pueden modificarse para que coincidan con la comida de cada establecimiento. Durante el proceso de moldeo, los ingredientes de imitación a menudo se cortan y combinan de manera similar a la cocción real.
Muchos restaurantes en Japón usan réplicas para mostrar sus platos populares en sus ventanas y atraer clientes. Los fabricantes de modelos de alimentos plásticos guardan sus secretos comerciales dado que el negocio es lucrativo. La industria de alimentos plásticos en Japón, según estimaciones conservadoras, tiene ingresos de miles de millones de yenes por año. Un solo restaurante puede pedir un menú completo de artículos de plástico que cuestan más de un millón de yenes. Las réplicas de plástico son mucho más caras que la comida que imitan, pero pueden durar largo tiempo. En los últimos años, los fabricantes japoneses de modelos de alimentos plásticos han apuntado a mercados en el extranjero, incluidos China y Corea del Sur.
La artesanía se ha elevado a una forma de arte. Los modelos japoneses de comida plástica de Sampuru Maizuru Company se exhibieron en el Museo de Victoria y Alberto de Londres en 1980. Se llevan a cabo concursos regulares para hacer platos de comida falsa de plástico y de otros materiales.

## Otros usos
Los modelos de alimentos falsos y de réplica se usan de muchas maneras, como accesorios para fondos en películas, programas de televisión, obras de teatro, comerciales de televisión, anuncios impresos y ferias comerciales. Los alimentos falsos también se usan para mostrar réplicas realistas de alimentos reales para restaurantes, cadenas de supermercados, museos, salones de banquetes, bufets de casino, cruceros y en muchos otros casos en los que no se pueden mostrar alimentos reales. Por ejemplo, la compañía estadounidense Fake Foods comenzó cuando el restaurante de comida rápida Wendy's necesitó col rizada artificial para exhibir en sus barras de ensaladas.
En la década de 2010, los modelos de alimentos y platos también se utilizaron para la educación nutricional y la investigación del consumidor.
En América del Norte, la comida falsa a menudo se usa para exhibiciones minoristas. Los minoristas de muebles lo usan en salas de exhibición (como un tazón de manzanas falsas) para darle a sus muebles un aspecto vivo.

Un modelo de manzana falsa (derecha), en comparación con una manzana real (izquierda).

## Proceso de fabricación

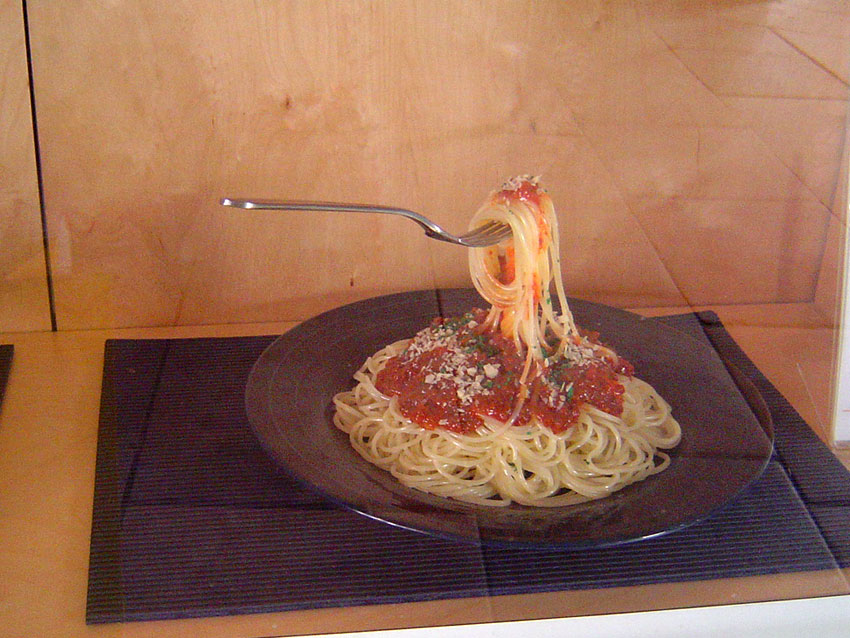
En Londres, muestra de espagueti realizada por Takeuchi Shigeharu (竹内繁春).

Las modernas tecnologías de fabricación y los materiales plásticos de alta calidad proporcionan réplicas de alimentos falsos de aspecto realista, y aproximadamente el 95% de todos los alimentos falsos aún se fabrican artesanalmente. Los artesanos y artesanos altamente capacitados preparan alimentos falsos realistas, a menudo los pintan a mano para crear una apariencia y sensación realistas.
Cuando se hacen alimentos falsos usando un molde, el molde se crea sumergiendo alimentos reales en silicona. Se elige un plástico líquido, típicamente cloruro de polivinilo, en un color que combine con la comida, antes de verterlo en el molde y calentarlo en un horno hasta que se solidifique. Cuando no hay una muestra de alimentos disponible o se desintegraría o se derretiría en el molde durante la colada, en su lugar se debe esculpir un modelo de arcilla de los alimentos. Después de fraguar durante diez a treinta minutos, se recorta el exceso de acumulación de vinilo, y la réplica es pintada a mano o con aerógrafo. Si la comida comprende varias partes, como una hamburguesa o un rollo de sushi, el artículo se ensambla a partir de piezas de vinilo separadas.
Si bien existen algunas empresas de fabricación de alimentos falsos a gran escala, otras son pequeñas tiendas con un solo propietario. Se pueden encontrar y comprar alimentos falsos en Kappabashi-dori, la calle de suministros de alimentos en Tokio y también en la calle comercial Doguyasuji ubicado en  el distrito Namba de Osaka. Fábricas se pueden encontrar en Gujō (Prefectura de Gifu), considerada la capital de la réplica de alimentos. Iwasaki Be-I es el mayor fabricante de modelos de alimentos de plástico en Japón, fundado por Iwasaki Takizō (岩崎 瀧 三, 1895 - 1965) en 1932, él fue un hombre de negocios japonés al que se le atribuye la invención del "shokuhin sanpuru", los modelos de plástico de los elementos del menú que se muestran comúnmente en las ventanas de los restaurantes de las calles de Japón. Sampuru Maizuru Company  es otro gran fabricante de los modelos de alimentos y es antiguo.